# Riabininohadros
Riabininohadros („hadrosaur Anatolije Rjabinina“) byl rod býložravého ornitopodního dinosaura z vývojového kladu Styracosterna. Žil v období konce svrchní křídy (geologický věk maastricht, před 72 až 66 miliony let) na území současného Krymu (Ukrajina). Jedná se nicméně o obecně neuznávané rodové jméno pro taxon Orthomerus weberae.

## Historie
Fosilie tohoto dinosaura (v podobě fragmentů kostí zadní končetiny) byly objeveny roku 1934 u Bachčisaraje (hora Beš-Koš) a formálně popsány v roce 1945 ruským geologem a paleontologem Anatolijem Nikolajevičem Rjabininem z nepojmenovaného pozdně křídového souvrství. V té době byla Ukrajina součástí Sovětského svazu. Rjabinin dinosaura pojmenoval jako Orthomerus weberi, na počest G. F. Weberové, která fosilie objevila. V roce 1995 však paleontolog Lev Nessov změnil druhové jméno na O. weberae, což více odpovídá ženskému rodu. Později se na tento taxon začalo pohlížet jako na nomen dubium (pochybné jméno).
V roce 2015 však přišel s vlastním rodovým jménem Riabininohadros (na počest paleontologa, který dinosaura pojmenoval) ruský amatérský paleontolog Roman Ulansky. Toto jméno však není současnou paleontologickou komunitou bez výhrad přijímáno. Nový vědecký popis by měl být publikován v roce 2018 nebo 2019. To se skutečně stalo v listopadu roku 2018. V červnu roku 2020 publikovali paleontologové Lopatin a Averjanov nový popis materiálu a aby se vyhnuli dalším taxonomickým zmatkům, rodové jméno Riabininohadros použili jako nové rodové jméno pro druh O. weberae. Dnes je tedy Ulanského rodové jméno již platným taxonem.

## Česká literatura
- Socha, V. (2020). Pravěcí vládci Evropy. Kazda, Brno. ISBN 978-80-88316-75-6. (str. 131-132)